# Cotesia honora
Cotesia honora är en stekelart som beskrevs av Papp 1990. Cotesia honora ingår i släktet Cotesia och familjen bracksteklar. Inga underarter finns listade i Catalogue of Life.